# Светско првенство у рукомету за жене 1986.
9. Светско првенство у рукомету за жене 1986. одржано је у Холандији од 4. до 12. децембра 1986. године. Такмичило се укупно 16 репрезентација, које су биле распоређене у четири групе по четири екипе. Прве три репрезентације из групе А и Б су оформиле прву групу следеће фазе а прве три репрезентације из група Ц и Д су оформиле други групу, која се међусобно бориле за прву позицију у групи која је водила у финале, са тим да нису играле против репрезентација из своје основне групе, већ су носиле резултат и бодове које су освојиле против друге две репрезентације са којима се пласирала у друго коло. Екипе које су заузеле другу позицију у групама су се бориле међусобно за треће место. Екипе које су у групи освојиле трећу позицију, међусобно су се бориле за свеукупно пето место, и тако аналогно све до 11. и 12. позиције.
Четири екипе које су у претходне четири принципијелне групе освојиле задње четврто место су се међусобно бориле за позиције од 13. до 16. места. 
Репрезентација Совјетског Савеза је освојила прво место и златну медаљу, оне су у финалној утакмици победиле репрезентацију Чехословачке са 30:22. 

## Прва фаза

### Група А
| Поз. | Држава          | Голови | Бодови |
| ---- | --------------- | ------ | ------ |
| 1    | Совјетски Савез | 68:44  | 5      |
| 2    | Југославија     | 63:43  | 5      |
| 3    | Аустрија        | 47:69  | 2      |
| 4    | Пољска          | 45:67  | 0      |

### Група Б
| Поз. | Држава           | Голови | Бодови |
| ---- | ---------------- | ------ | ------ |
| 1    | Источна Немачка  | 71:39  | 5      |
| 2    | Мађарска         | 65:48  | 5      |
| 3    | Холандија        | 55:72  | 2      |
| 4    | Сједињене Државе | 39:71  | 0      |

### Група Ц
| Поз. | Држава       | Голови | Бодови |
| ---- | ------------ | ------ | ------ |
| 1    | Норвешка     | 79:55  | 4      |
| 2    | Чехословачка | 68:61  | 4      |
| 3    | Кина         | 57:66  | 3      |
| 4    | Јапан        | 55:77  | 1      |

### Група Д
| Поз. | Држава       | Голови | Бодови |
| ---- | ------------ | ------ | ------ |
| 1    | Румунија     | 74:51  | 6      |
| 2    | Немачка      | 66:55  | 4      |
| 3    | Јужна Кореја | 65:60  | 2      |
| 4    | Француска    | 36:75  | 0      |

## Друга фаза

### Утешна група од 13. до 16. места
| Поз. | Држава           | Голови | Бодови |
| ---- | ---------------- | ------ | ------ |
| 13   | Пољска           | 59:47  | 6      |
| 14   | Јапан            | 57:53  | 4      |
| 15   | Француска        | 53:46  | 2      |
| 16   | Сједињене Државе | 45:68  | 0      |

### Група 1
| Поз. | Држава          | Голови | Бодови |
| ---- | --------------- | ------ | ------ |
| 1    | Совјетски Савез | 114:81 | 9      |
| 2    | Источна Немачка | 117:93 | 7      |
| 3    | Југославија     | 99:89  | 7      |
| 4    | Мађарска        | 93:90  | 5      |
| 5    | Холандија       | 92:124 | 2      |
| 6    | Аустрија        | 85:123 | 0      |

### Група 2
| Поз. | Држава       | Голови  | Бодови |
| ---- | ------------ | ------- | ------ |
| 1    | Чехословачка | 111:101 | 8      |
| 2    | Норвешка     | 117:90  | 7      |
| 3    | Румунија     | 123:112 | 7      |
| 4    | Немачка      | 93:96   | 4      |
| 5    | Кина         | 108:118 | 3      |
| 6    | Јужна Кореја | 96:123  | 1      |

## Трећа фаза

### Утакмице за позиције од 1. до 12. места
|  | Утакмица за 11. и 12. место |              |    |
|  |                             |              |    |
|  | 12                          | Аустрија     | 30 |
|  | 11                          | Јужна Кореја | 31 |

|  | Утакмица за 9. и 10. место |           |    |
|  |                            |           |    |
|  | 10                         | Холандија | 17 |
|  | 9                          | Кина      | 22 |

|  | Утакмица за 7. и 8. место |          |    |
|  |                           |          |    |
|  | 8                         | Мађарска | 17 |
|  | 7                         | Немачка  | 18 |

|  | Утакмица за 5. и 6. место |             |    |
|  |                           |             |    |
|  | 6                         | Југославија | 26 |
|  | 5                         | Румунија    | 28 |

|  | Утакмица за бронзану медаљу |                 |    |
|  |                             |                 |    |
|  | 4                           | Источна Немачка | 19 |
|  | 3                           | Норвешка        | 23 |

|  | Финална утакмица |                 |    |
|  |                  |                 |    |
|  | 2                | Чехословачка    | 22 |
|  | 1                | Совјетски Савез | 30 |

## Поредак
| Позиција | Држава          |
| -------- | --------------- |
| 1        | СССР            |
| 2        | Чехословачка    |
| 3        | Норвешка        |
| 4        | Источна Немачка |
| 5        | Румунија        |
| 6        | Југославија     |
| 7        | Немачка         |
| 8        | Мађарска        |
| 9        | Кина            |
| 10       | Холандија       |
| 11       | Кореја          |
| 12       | Аустрија        |
| 13       | Пољска          |
| 14       | Јапан           |
| 15       | Француска       |
| 16       | САД             |